# Aymeric de Chalus
Aymeric de Chalus (anche de Chazlus, de Châtelus e Castrolucii) (Châlus, 1270 ca. – Avignone, 31 ottobre 1349) è stato un cardinale e arcivescovo cattolico francese; cugino di papa Clemente VI, era noto come il cardinale di Chartres.

## Biografia
Nato nel castello di Châlus, nella diocesi di Limoges, studiò presso l'Università di Bologna e si laureò in utroque iure. Nel 1314 divenne canonico del capitolo della cattedrale di Limoges. Dopo l'ordinazione sacerdotale fu arcidiacono di Tours, capellano papale ed infine uditore della Sacra Romana Rota. Fu nominato governatore di Ferrara da papa Giovanni XXII.
Il 24 settembre 1322 fu eletto arcivescovo di Ravenna e mantenne la carica fino al 13 maggio 1332, quando venne trasferito alla sede di Chartres.
Fu creato cardinale presbitero con il titolo dei Santi Silvestro e Martino ai Monti nel concistoro del 20 settembre 1342. Dopo aver rinunciato alla sede di Chartres, fu nominato legato in Lombardia il 2 dicembre 1342.

## Successione apostolica
La successione apostolica è:
- Vescovo Francesco de' Calboli (1327)